# Prairiana cinerea
Prairiana cinerea är en insektsart som beskrevs av Philip Reese Uhler 1877. Prairiana cinerea ingår i släktet Prairiana och familjen dvärgstritar. Inga underarter finns listade i Catalogue of Life.